# Gwenaël Le Duc
Pour les articles homonymes, voir Leduc.
Gwenaël Le Duc, né le 12 octobre 1951 et mort le 24 décembre 2006 est un médiéviste et un hagiologue breton.

## Biographie
Il est Philosophiae Doctoratus à l'University College de Dublin, pour sa thèse en français sur la Vie de Geneviève de Brabant, une pièce de théâtre baroque en breton datant de 1640 et agrégé d'anglais.
En 1986, il fonde le Centre international de Recherche et de Documentation sur le Monachisme Celtique (CIRDoMoC).
Il devient professeur à l'université de Rennes II en 1989.

## Publications
- Avec Claude Stercks, Les fragments inédits de la Vie de saint Gouëznou, dans Annales de Bretagne, 78, 2, 1971, p. 277-285.
- Avec Claude Stercks, Chronicon Briocense: Chronique de Saint-Brieuc : fin XIVe siècle : Texte critique et introduction. T. I.: chapitres I à CIX, Paris, Librairie Klincksieck, Rennes, Institut Armoricain de Recherches Historiques de Rennes de l'Université de Haute Bretagne, 1972, préface de L. Fleuriot.
- L' Historia Britannica avant Geoffroy de Monmouth, dans Annales de Bretagne, 79, 1972, p. 819-835.
- Le Donoët, grammaire latine en moyen-breton, dans Études celtiques, 14, 1974-1975, p. 525-565; 16, 1979, p. 237-259.
- Une glose en Anglo-Saxon glosée en Brittonique, ibid.
- Vie de saint Malo, évêque d'Alet: version écrite par le diacre Bili, Rennes, 1979 (Ce.R.A.A.).
- La Presqu'île de Guérande. Edit. Ouest France, 1986.
- La lettre d’un recteur de Muzillac à sa servante (1793), dans la Bretagne linguistique, 6, 1990.
- Bretons et Irlandais. Irlandais et Bretons, dans Britannia Monastica, 1, 1990.
- Les débuts de l'évêché de Quimper?, dans Britannia Monastica, 3, 1994, p. 85-168.
- L'évêché mythique de Brest, ibid, p. 169-199.
- Les signes de construction syntaxique du manuscrit Laon 101, dans Mélanges François Kerlouégan, (éd. D. Conso, N. Fick et B. Poulle), Paris, 1994, p. 341-361.
- Notes sur un manuscrit perdu de la Vita Ronani, dans Saint Ronan et la troménie (Actes du colloque de 1989, coédition CRBC - Association Abardaeziou Lokorn, Locronan), 1995.
- Quelques notes et remarques rapides sur les théâtres populaires bretons et basques, dans Fontes linguae vasconum: Studia et documenta, 70, 1995, p. 515-524.
- La Translation de saint Mathieu, in Saint-Mathieu de Fine-Terre, actes du colloque, Bannalec, 1995.
- Le Bretagne, intermédiaire entre l'Aquitaine et l'Irlande, dans Aquitaine and Ireland in the Middle Ages (éd. J. M. Picard), Dublin, Four Courts Press, 1995, p. 173-187.
- (Avec Gildas Buron) Onomastique guérandaise, dans Les Cahiers du Pays de Guérande, 37, 1996.
- La date de la Vita Goeznouei, dans Bulletin de la Société archéologique du Finistère, 1996, p. 263sq.
- Anthroponomastique: saint Gonéry et Alvandus, ibid., p. 339sq.
- Les faux et les falsifications, dans La Bretagne des origines, sous la direction de Jean Kerhervé, Institut Culturel de Bretagne, Rennes, 1997, p. 117-137.
- Le Jugement dernier : pièce de théâtre bretonne, trégorois, XVIIIe siècle. (éd.) Roparz Hemon; avec la collab. de Gwenaël Le Duc & Gwennole Le Menn. Saint-Brieuc, Skol, 1998.
- The Colonisation of Brittany from Britain: New Approaches and Questions' in Celtic Connections: proceedings of the tenth international congress of celtic studies. Volume One. ed. Black, Gillies & Ó Maolaigh, East Linton, Tuckwell Press, 1999.
- The Inscriptions of Early Medieval Brittany / Les inscriptions de la Bretagne du Haut Moyen Âge, University of Wales Centre for Adv. Welsh and Celtic Studies, 2000 (Ed. J. T. Koch, collab.: Wendy Davies, Gwenaël Le Duc, James Graham-Campbell)
- Irish saints in Brittany: myth/reality?, dans John Carey, Maire Herbert, Padraig Riain (Ed.), Studies in Irish Hagiography: Saints and Scholars, Four Courts Press, 2001.
- La conception et la naissance de Conan Meriadec, dans Kreiz, 14, 2001, CRBC.